# Erik Olson (konstnär, Halmstad)
 Ej att förväxla med Erik Olsson (konstnär, Gotland)

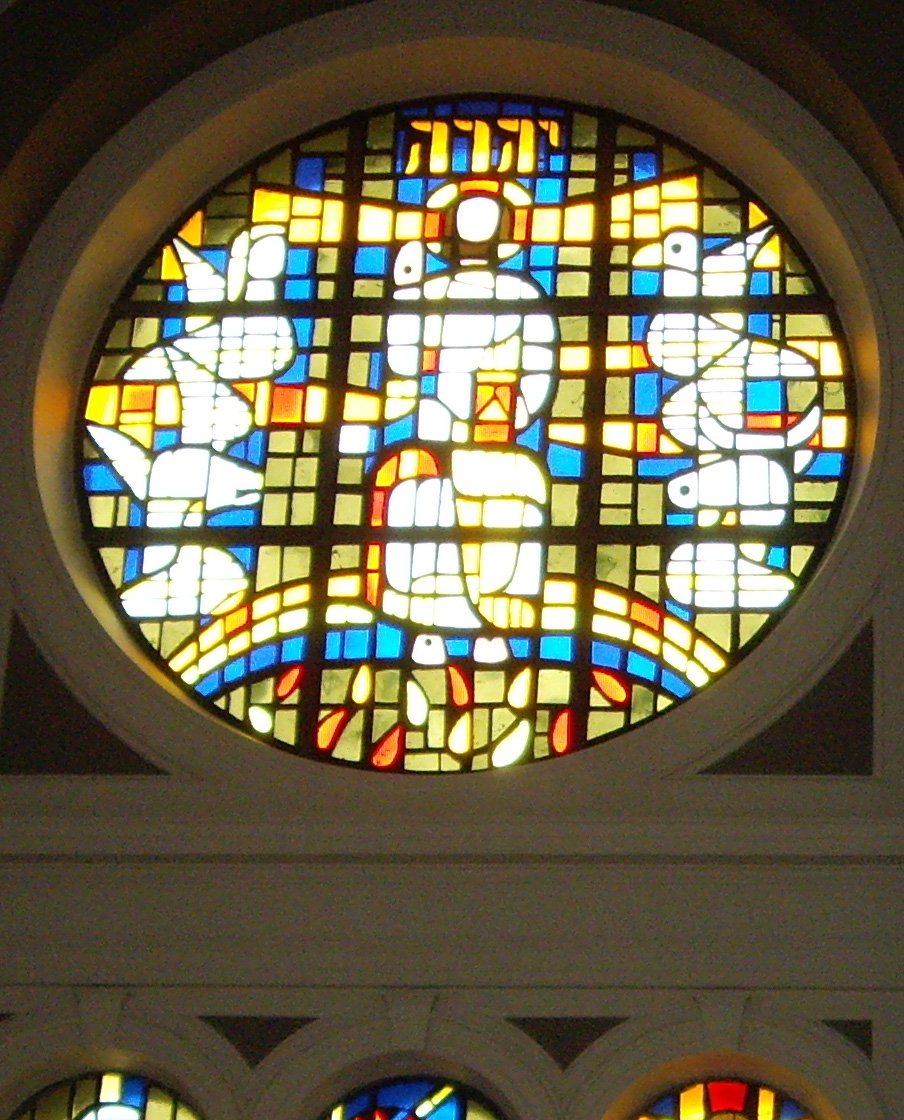
Korfönster från Sankt Clemens kyrka i Laholm

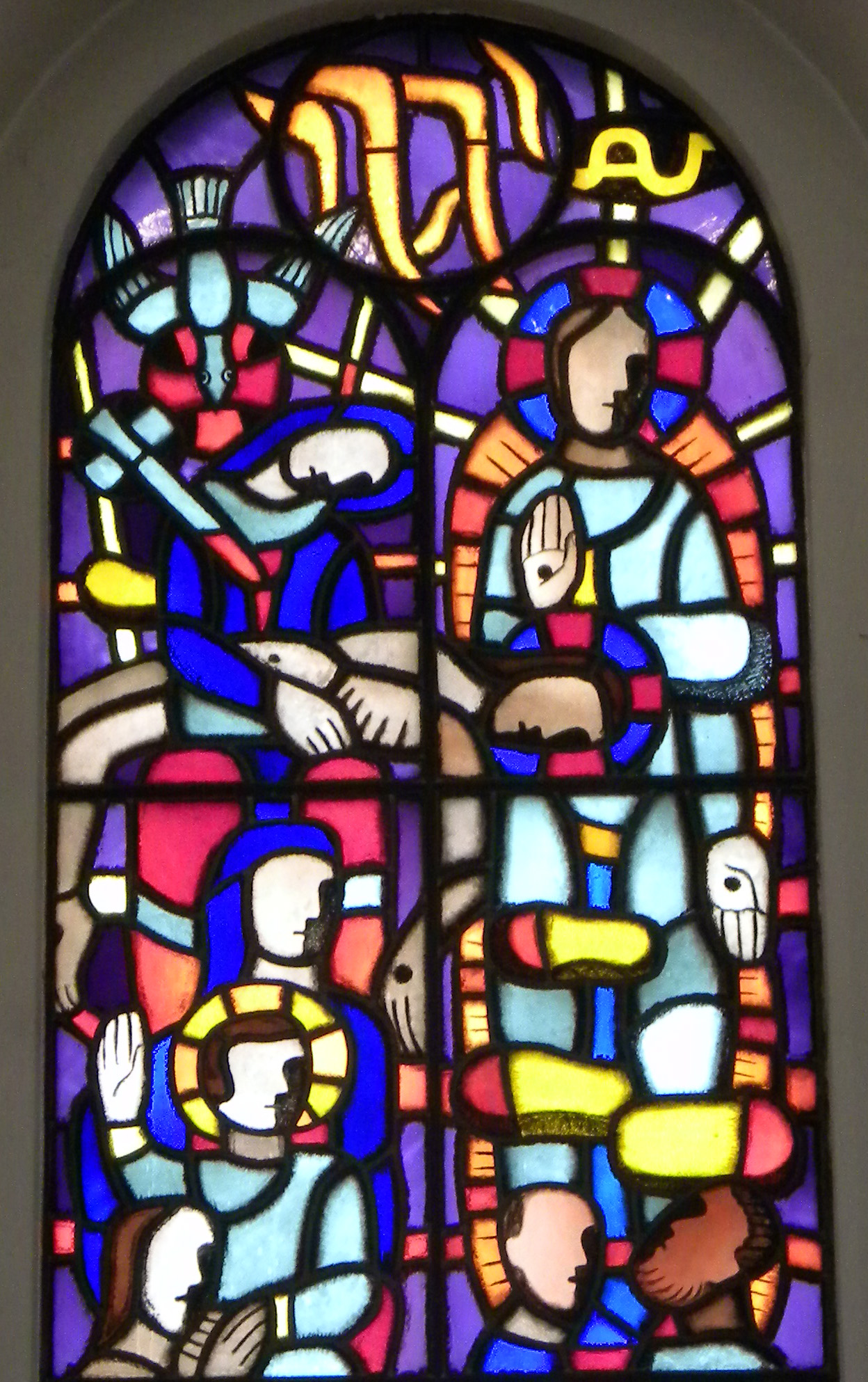
Färgglasfönster från Husie kyrka i Malmö

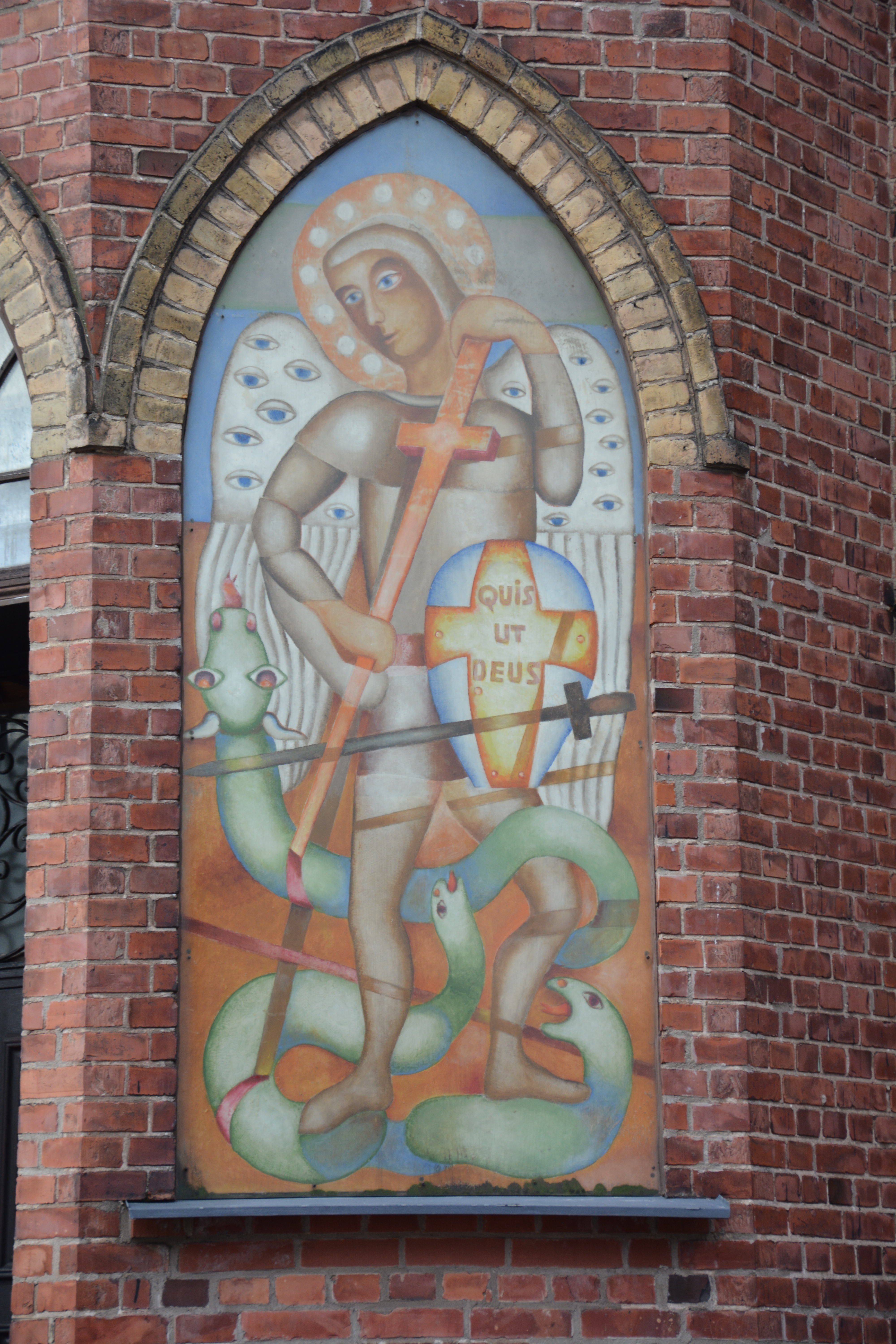
Målning på fasaden till Trefaldighetskyrkan, Halmstad

Erik Artur Olson, född 9 maj 1901 i Halmstad, död 16 februari 1986 i Halmstad, var en svensk målare, tecknare, grafiker, skulptör och teaterdekoratör. Erik Olson var surrealist och ägnade sig åt drömlika, överrealistiska konstverk.

## Biografi
Erik Olson, som var son till elmaskinisten Frans Oscar Olson och Josefina Matilda Lorentszon, växte upp i Halmstad. Han var bror till konstnärerna Axel Olson och Torsten Hugo Olson. Efter skolan började han på Halmstads nya verkstadsbolag som kopierare. På kvällarna odlade han sina huvudintressen teckning och målning genom att studera vid Halmstads Tekniska skola. Fadern, som var anställd vid Elverket, hade hoppats på att sonen skulle bli ingenjör. Men Erik Olson, liksom den två år äldre brodern Axel och kusinen Waldemar Lorentzon, deltog 1919 i en amatörutställning i Halmstads läroverks gymnastiksal. De träffade på sensommaren konstnären Gösta Adrian-Nilsson, vilken påverkade dem starkt med sitt måleri och sina konstteorier. 
År 1924 reste Erik Olson och Waldemar Lorentzon till Paris och blev elever till kubisten Fernand Léger och vän till Otto G. Carlsund. Olson visade i sina 1920-talsarbeten stark påverkan av sin lärare men visar även påverkan från purism och neoplasticism. År 1929 var de med och bildade Halmstadgruppen. 
Under 1930-talet utvecklade Erik Olson en surrealistisk stil. Ett av hans mest kända verk är Sökaren. Den finns i två versioner, en från 1934 och den andra från 1935, som i stort sett är identiska till motivet. Mot en sandstrand som sträcker ut mot en oändlig blå himmel avtecknar sig en gestalt som är uppbyggd av symboler för de fem sinnena. Denna gestalt är också en personlig symbol för konstnären själv och återkommer ofta i Erik Olsons produktion genom åren. Målningen har tolkats i en dikt med samma titel av Erik Lindegren som ingår i hans diktsamling Sviter (1947).
Ett religiöst engagemang under 1940-talet ledde 1950 till att Erik Olson konverterade till katolicismen och övergick delvis till ett religiöst bildspråk. Detta dröjde sig också ofta kvar i senare målningar, vilka även kunnat vara inriktade på rena färg- och formproblem av kubistiskt eller helt nonfigurativt slag.
Han var gift sedan 1929 med Solvig Sven-Nilsson och 1930 föddes dottern Viveka Bosson. Han är representerad på bland annat Nationalmuseum, Norrköpings konstmuseum, Göteborgs konstmuseum, Örebro läns museum, Teckningsmuseet i Laholm, Kalmar konstmuseum och Moderna museet.

## Verk i urval
- Halmstads rådhus: Dekorativa arbeten 1917–1938.
- Halmstads stadsbibliotek: Väggmålning i tempera 1954.
- "Telegrafen", numer Telia Sonera telefonstation i Tranås: Mosaikutsmyckning över entrédörr 1957, där texten "TELE" framträder när man tittat på mosaiken en stund[16].
- Heliga kors kyrka, Ronneby: Glasmålning i två korfönster 1955.
- Heliga korsets kapell, Halmstad: Glasmålning & tempera 1956.
- Trefaldighetskyrkan, Halmstad.
- Sankt Nikolai kyrka, Halmstad: Glasmålning 1956.
- Sankt Knud Lavards Kirke i Lyngby, Danmark: Mosaik 1957.
- Sankta Maria kyrka, Helsingborg: Glasmålning 1959.
- Laholms kyrka (eller Sankt Clemens kyrka), Halland: Korfönster i betongglas 1959 (se bild till höger).
- Husie kyrka, Malmö: Färgglasfönster 1974 (se bild till höger).
- Trönninge kyrka, Halland.
- Sankta Helena kyrka, Skövde, Västergötland.
- Snöstorps kyrka, Halland: Glasmålningar 1983, Oljemålning.